# Legendrena
Legendrena es un género de arañas araneomorfas de la familia Gallieniellidae. Se encuentra en Madagascar. 

## Lista de especies
Según The World Spider Catalog 12.0:
- Legendrena angavokely Platnick, 1984
- Legendrena perinet Platnick, 1984
- Legendrena rolandi Platnick, 1984
- Legendrena rothi Platnick, 1995
- Legendrena spiralis Platnick, 1995
- Legendrena steineri Platnick, 1990
- Legendrena tamatave Platnick, 1984